# Letecká záchranná služba v Polsku

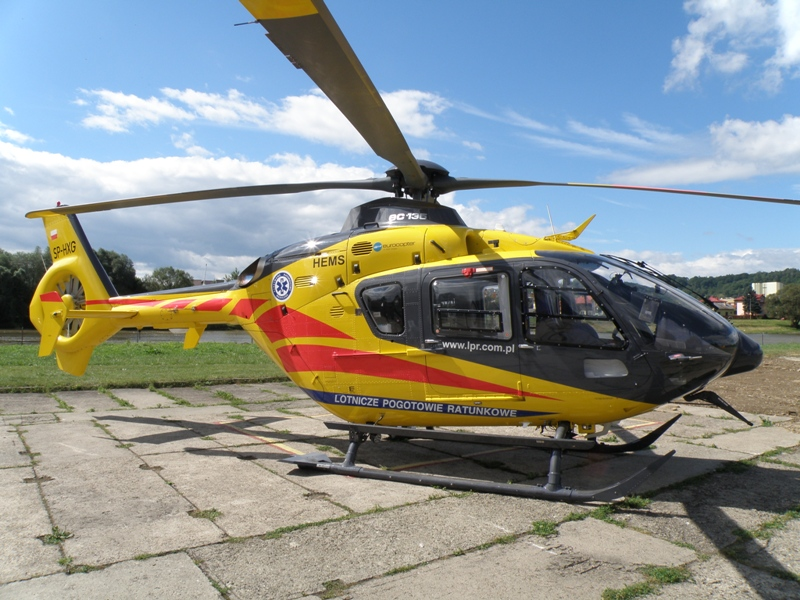
Vrtulník Eurocopter EC 135 polského provozovatele letecké záchranné služby Lotnicze Pogotowie Ratunkowe

Letecká záchranná služba v Polsku tvoří nedílnou součást poskytování odborné přednemocniční neodkladné péče v systému zdravotní péče. Od roku 2000 její provoz zajišťuje Lotnicze Pogotowie Ratunkowe (LPR), nezávislé veřejné zdravotnické zařízení, jehož zřizovatelem je polské ministerstvo zdravotnictví. Na systému poskytování letecké záchranné služby v Polsku neparticipují žádní soukromí dopravci, služba je garantovaná státem a hrazena z veřejného zdravotního pojištění.
V roce 2017 bylo v Polsku k dispozici 22 provozních stanic letecké záchranné služby, z nichž jedna měla omezenou sezónní provozní dobu. Na všech stanicích slouží od roku 2011 moderní dvoumotorové vrtulníky Eurocopter EC 135, jejichž provoz odpovídá leteckým předpisům JAR-OPS 3. Akční rádius vrtulníků LPR je přibližně 80 km s doletovou dobou do 23 minut od přijetí tísňové výzvy. Kromě vrtulníků provozuje LPR také dva letouny Piaggio P.180 Avanti pro dálkové a repatriační lety.

## Historie

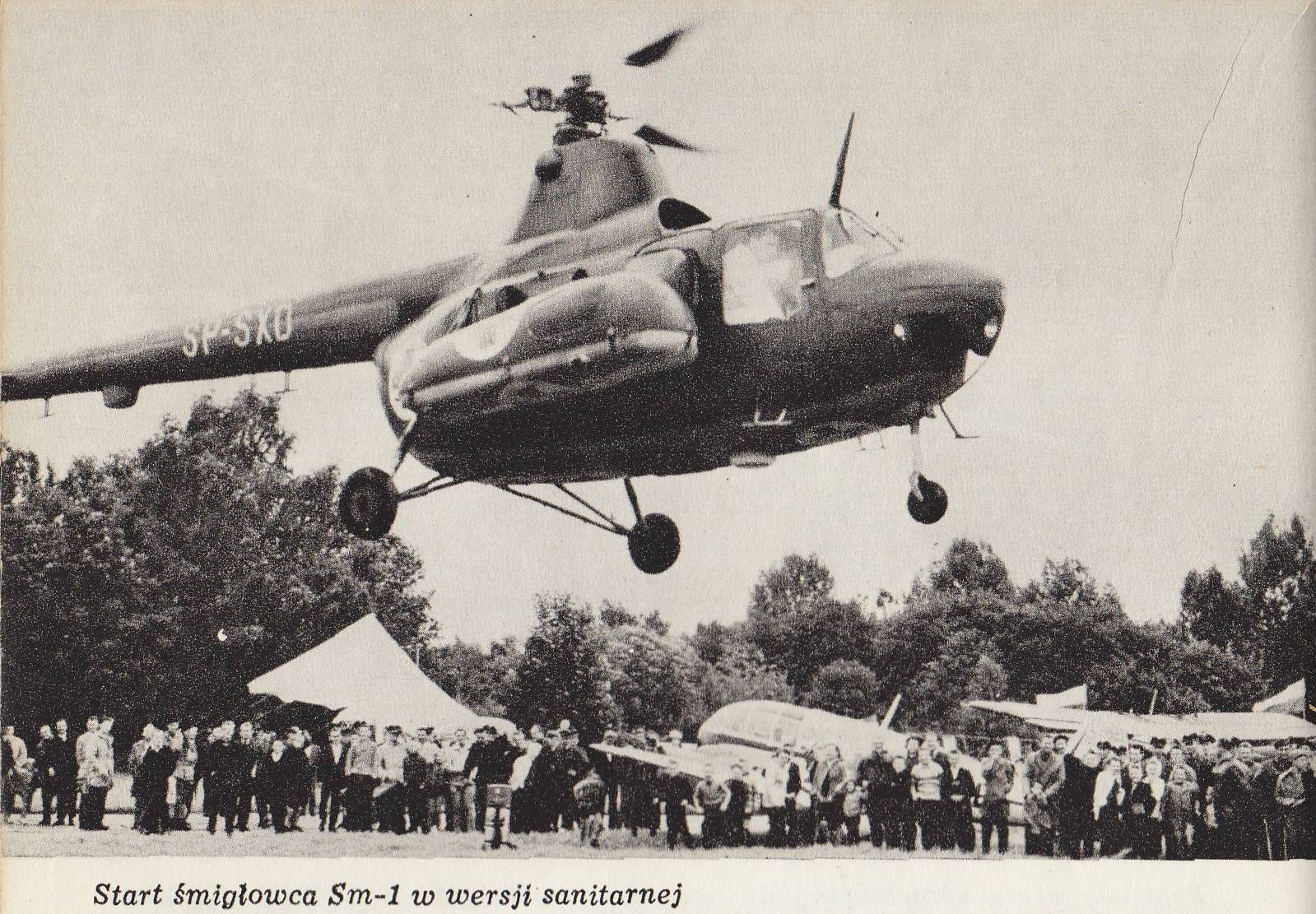
Polský vrtulník SM-1 v sanitní verzi

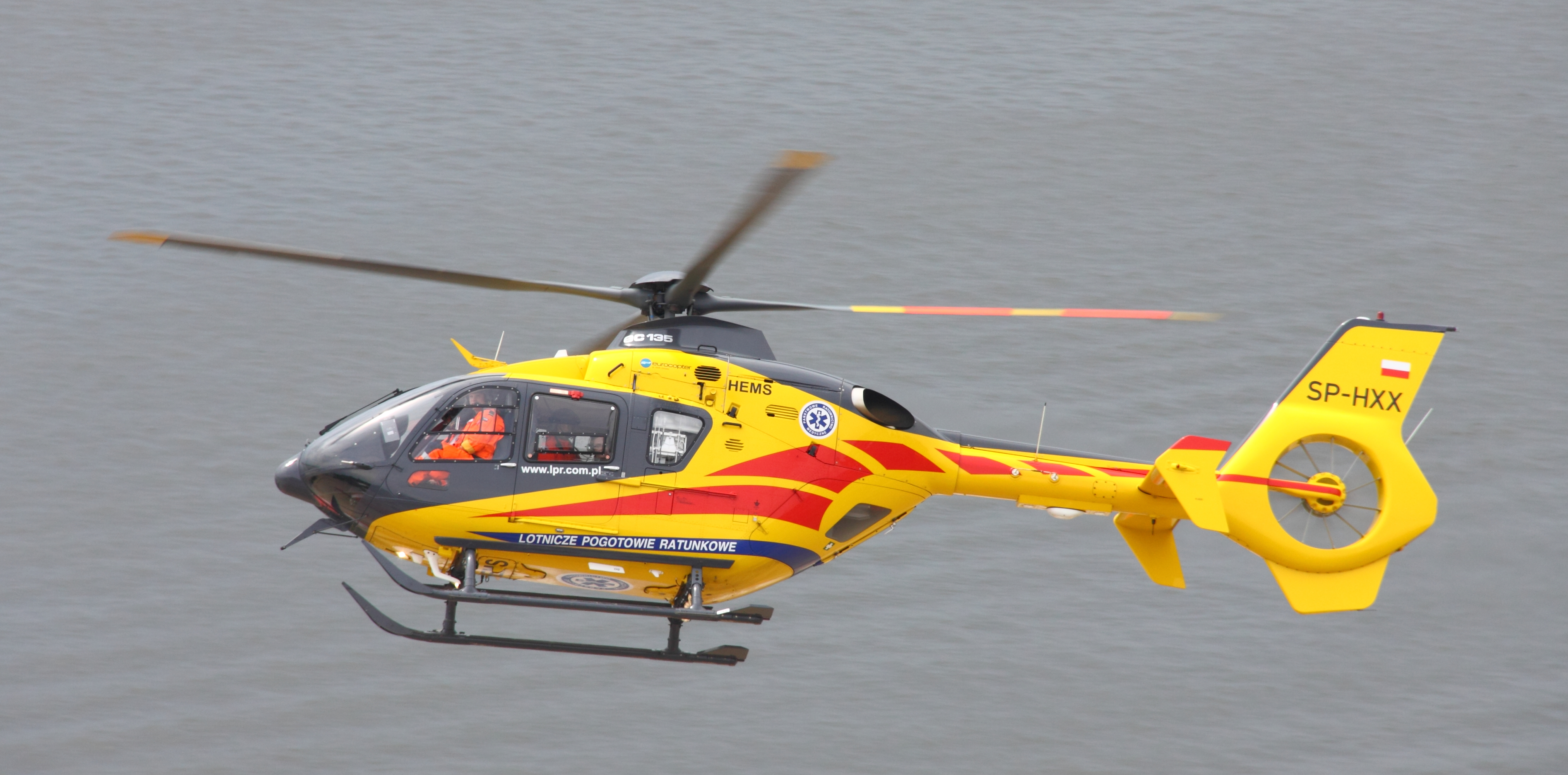
Na všech základnách slouží od roku 2011 vrtulníky Eurocopter EC 135

Ačkoliv proběhlo několik záchranných letů již před druhou světovou válkou, až po válce byl vytvořen propracovanější systém letecké lékařské služby. V roce 1955 vzniklo v Polsku 15 stanic, které zajišťovaly leteckou lékařskou službu s dvouplošníky CSS S-13. Později se používaly letouny Jakovlev Jak-12, PZL-101 Gawron, Antonov An-2, Aero Ae-45, Let L-410 Turbolet a další. Do služby byly zařazeny také první vrtulníky SM-1 a SM-2. K přelomu došlo v roce 1975, kdy byly postupně všechny starší stroje nahrazovány modernějšími dvoumotorovými vrtulníky Mil Mi-2. Modernizované varianty těchto vrtulníků sloužily na všech základnách až do roku 2011, kdy byly postupně nahrazeny dvoumotorovými vrtulníky Eurocopter EC 135.
V systému zajišťování letecké záchranné služby došlo k velké změně v roce 2000, kdy vzniklo nezávislé veřejné zdravotnické zařízení Lotnicze Pogotowie Ratunkowe. To má na starosti komplexní zajištění vrtulníků, stanic a personálu pro potřeby letecké záchranné služby, která je tak garantována státem a hrazena z veřejného zdravotního pojištění.

## Současnost
V roce 2017 bylo v Polsku zřízeno celkem 22 provozních stanic letecké záchranné služby (HEMS, anglicky Helicopter Emergency Medical Service), z nichž jedna stanice v Koszalinu měla omezenou sezónní provozní dobu. V roce 2011 byl rozšířena provozní doba stanic ve Varšavě, Gdaňsku a Vratislavi na nepřetržitý provoz, tedy i během noci. V roce 2012 byl noční provoz zaveden také na stanicích v Białystoku, Krakově a Štětíně. K rozšíření letecké záchranné služby došlo v roce 2016, kdy byly do provozu uvedeny čtyři základny HEMS: 18. listopadu byla otevřena základna ve městě Ostrów Wielkopolski ve Velkopolském vojvodství, následovaná 22. listopadu základnou ve městě Gorzów Wielkopolski v Lubušském vojvodství. 24. listopadu byla do provozu uvedena základna se sídlem ve městě Sokołów Podlaski v Mazovském vojvodství a 30. listopadu byla zprovozněna základna v Opolí v Opolském vojvodství. Akční rádius vrtulníků LPR je přibližně 80 km s doletovou dobou do 23 minut od přijetí tísňové výzvy. V roce 2017 sloužily na všech stanicích moderní dvoumotorové vrtulníky Eurocopter EC 135, kterých mělo Lotnicze Pogotowie Ratunkowe k dispozici celkem 27. Kromě toho LPR zajišťuje také dálkové a repatriační lety.

### Seznam stanic letecké záchranné služby

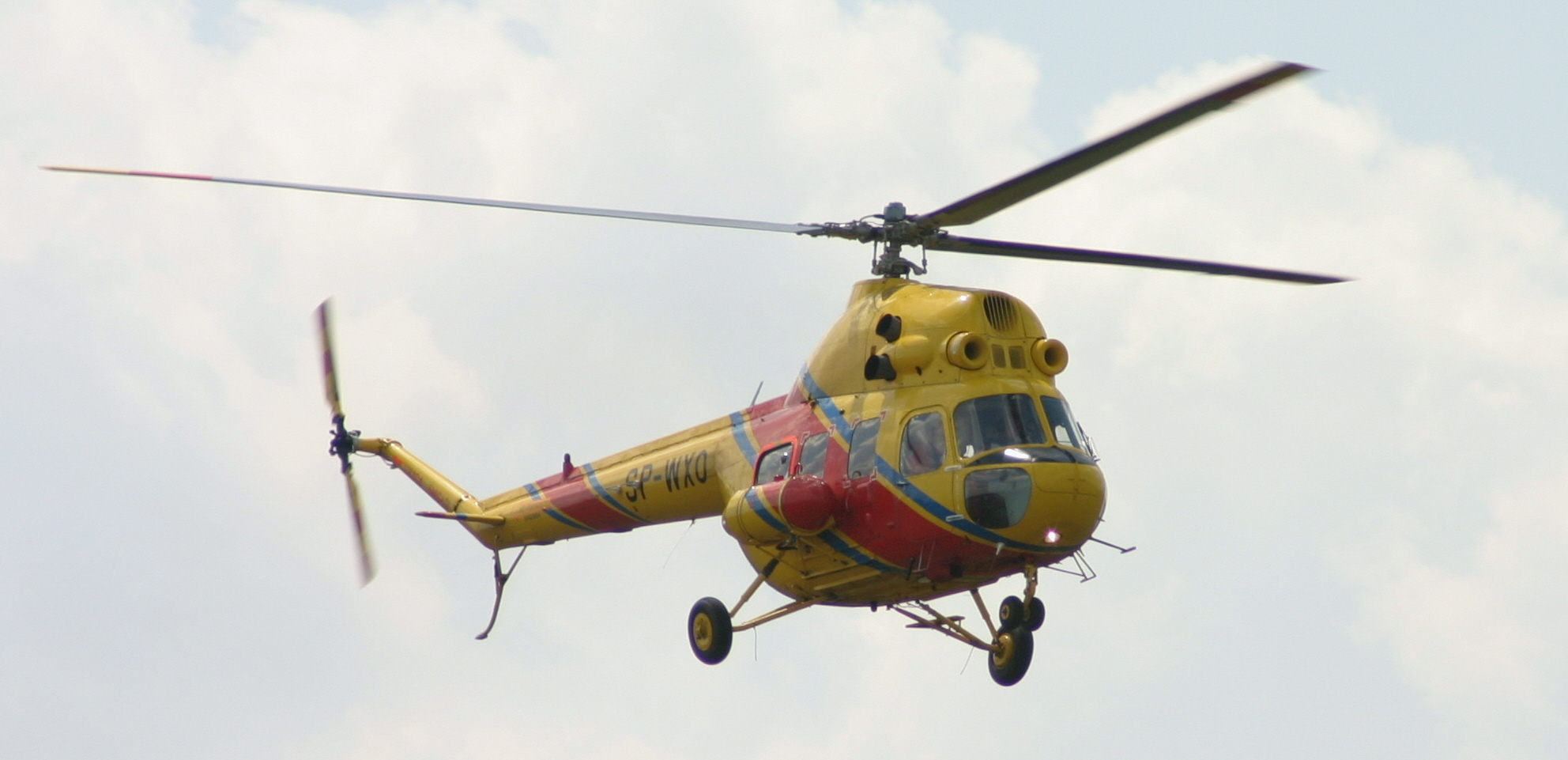
Do roku 2011 sloužily na všech základnách vrtulníky Mil Mi-2 Plus

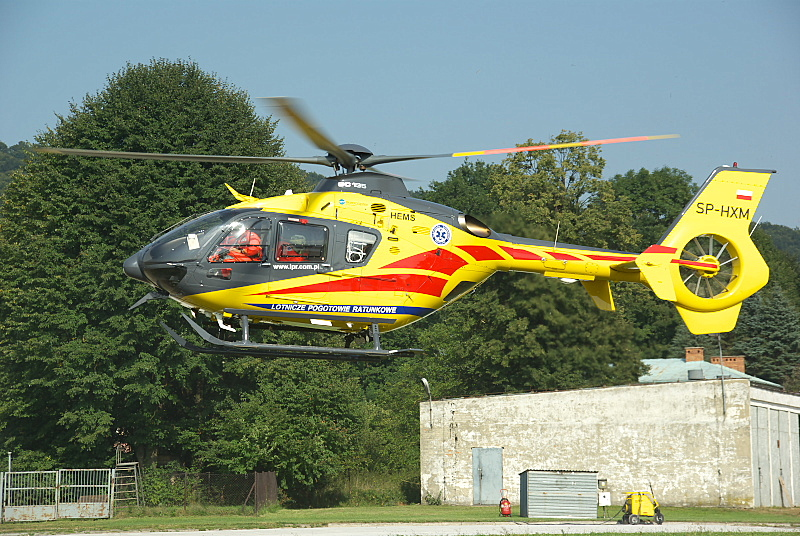
Ratownik 10 je volacím znakem vrtulníku v Sanoku

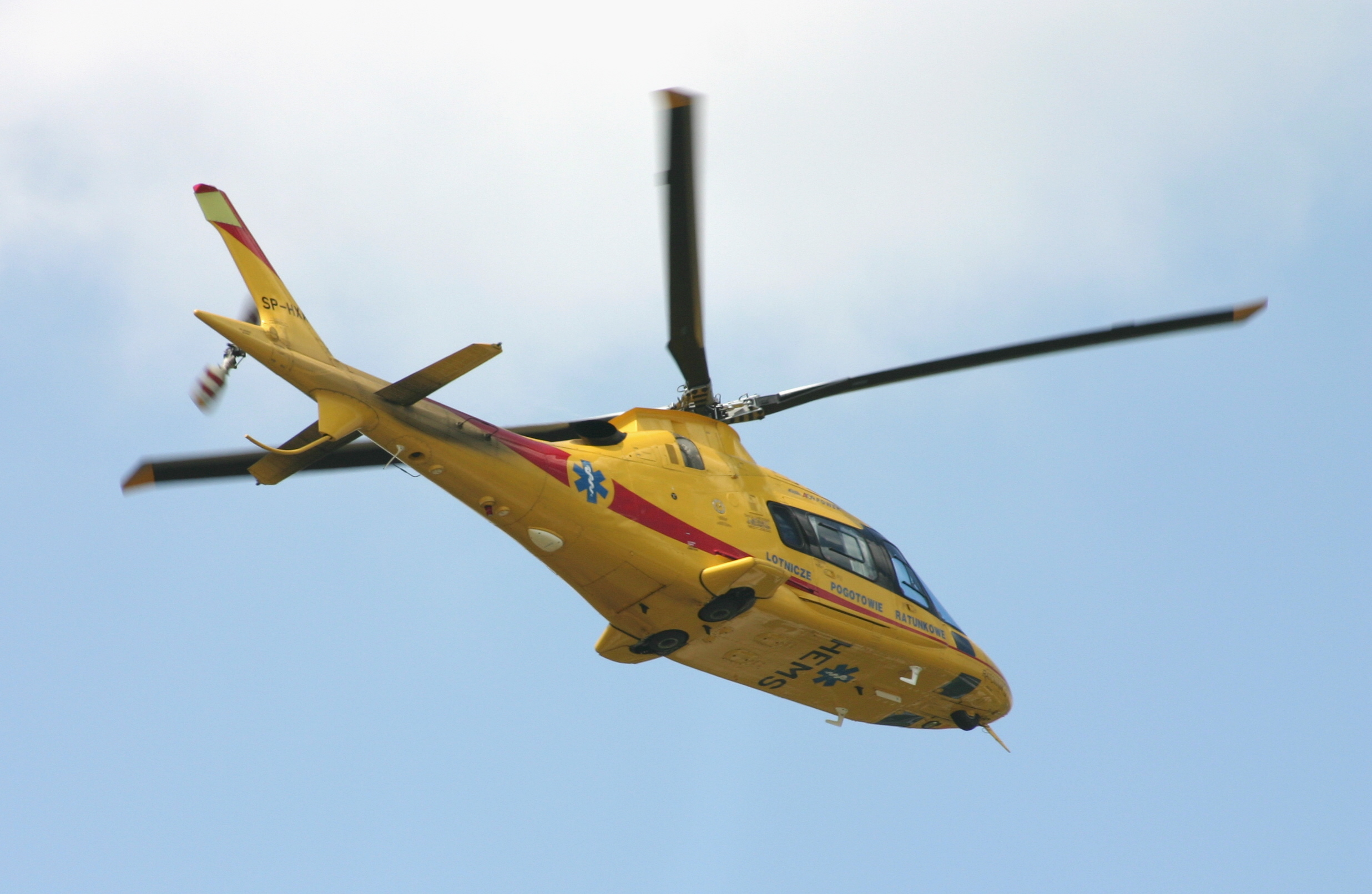
Vrtulník Agusta A109E Power havaroval v roce 2009 a do služby se již nevrátil

| Základna            | Volací znak | Zdroj  |
| Białystok           | Ratownik 1  | [ 7 ]  |
| Bydhošť             | Ratownik 2  | [ 8 ]  |
| Gdaňsk              | Ratownik 3  | [ 9 ]  |
| Gliwice             | Ratownik 4  | [ 10 ] |
| Kielce              | Ratownik 5  | [ 11 ] |
| Krakov              | Ratownik 6  | [ 12 ] |
| Lublin              | Ratownik 7  | [ 13 ] |
| Olsztyn             | Ratownik 8  | [ 14 ] |
| Poznaň              | Ratownik 9  | [ 15 ] |
| Sanok               | Ratownik 10 | [ 16 ] |
| Štětín              | Ratownik 11 | [ 17 ] |
| Varšava             | Ratownik 12 | [ 18 ] |
| Vratislav           | Ratownik 13 | [ 19 ] |
| Zelená Hora         | Ratownik 15 | [ 20 ] |
| Lodž                | Ratownik 16 | [ 21 ] |
| Suwałki             | Ratownik 17 | [ 22 ] |
| Płock               | Ratownik 18 | [ 23 ] |
| Sokołów Podlaski    | Ratownik 19 | [ 24 ] |
| Ostrów Wielkopolski | Ratownik 21 | [ 25 ] |
| Koszalin            | Ratownik 22 | [ 26 ] |
| Opolí               | Ratownik 23 |        |
| Gorzów Wielkopolski | Ratownik 24 | [ 27 ] |

## Vrtulníky a letadla
Do roku 2011 sloužily na všech stanicích letecké záchranné služby v Polsku vrtulníky Mi-2 Plus, které ale nesplňovaly přísné předpisy pro provoz vrtulníků pro leteckou záchrannou službu. V červnu 2008 byla podepsána smlouva na dodávku 23 vrtulníků Eurocopter EC 135. První stroj EC 135 přistál v Polsku 10. září 2009, další stroje byly dodány v prosinci 2010. Do služby byly stroje zařazeny v roce 2011 a na všech stanicích nahradily starší vrtulníky Mi-2. Flotila vrtulníků byla v roce 2015 rozšířena o další čtyři stoje EC 135 P3 pro nové základny, které vznikly v roce 2016. V letech 2005–2009 provozovalo Lotnicze Pogotowie Ratunkowe také jeden vrtulník Agusta A109E Power, který 20. listopadu 2009 havaroval ve Varšavě a do služby se již nevrátil.
Pro dálkové a repatriační lety využívá LPR dva italské letouny Piaggio P.180 Avanti, které jsou v případě potřeby připraveny na Letišti Frédérica Chopina ve Varšavě.